# Agorize
Agorize est une entreprise technologique éditrice de logiciels de gestion de l'innovation et de gestion des idées.
Agorize a été fondée en France en 2011, proposant aux grandes entreprises une plateforme d’open innovation (ou innovation ouverte) pour organiser des compétitions d'innovation et des hackathons. Plus de mille plateformes ont été déployées pour des grands groupes  internationaux, dont la qualité est reconnue par les clients et utilisateurs sur G2.com, le site de référence des avis de professionnels.
En raison de sa taille, de ses résultats financiers et de son internationalisation, Agorize est considérée comme une scale-up.

## Historique
En 2014, Agorize obtient deux millions d’euros auprès de Capnamic Ventures, Iris Capital & Ader Finance.
En 2017, l’entreprise recrute trente employés, portant ses effectifs à soixante-dix personnes. Agorize compte des clients comme Google, Microsoft, Paypal, etc. La même année, dans le cadre du challenge Industrie du Futur, SKF et Atos co-organisent avec Agorize l'événement « Industrie du Futur ».
Afin d'accélérer son déploiement à l'international, l'entreprise annonce le 1er avril 2019 avoir levé treize millions d'euros auprès de Creadev, Sofiouest, Iris Capital et Capnamic Ventures.

## Activités
Agorize aide les grandes entreprises à accélérer leur processus de transformation, grâce à son logiciel de management des idées et de l'innovation. L’innovation est gérée de bout en bout, du concept à l’implémentation à grande échelle, en connectant les entreprises utilisatrices à une communauté mondiale de 5 millions de start-ups, de talents, de développeurs et d’étudiants partout dans le monde. Ce modèle de crowdsourcing, d'intelligence collective, favorise la co-construction pour aider à la transformation de l'entreprise.
Depuis sa création, l'entreprise s'est implantée à Singapour, Hong Kong, Tokyo, en Asie, en Amérique du Nord (Montréal) ainsi qu'à Stuttgart en Allemagne.